# أر. أي. بي. دي
أر. أي. بي. دي (بالإنجليزية: R.I.P.D.)‏ هو فيلم أُصدر في الولايات المتحدة سنة 2013.

## طاقم التمثيل
- جيف بريدجز
- رايان رينولدز
- كيفين بيكن
- ماري-لويز باركر

## القصة
تدور أحداث الفيلم حول الأصدقاء الخارقين من خلال اثنين من رجال الشرطة الموتى يقومان باعتقال مجموعة خاصة من المجرمين وتقديمهم للعدالة، ومنعهم من محاولة الهرب من مصيرهم النهائي عن طريق الاختباء بين عالمي الأحياء والأموات. ويقوم جيف بريدجز بدور المأمور المخضرم روي بولسيفير الذي أمضى حياته المهنية مع قوة الشرطة الأسطورية المعروفة باسم R.I.P.D.، ثم يقوم هذا المحنك بتعيين النجم الصاعد في الشرطة، والضابط الصغير نيك ووكر الذي يقوم بدوره «رايان رينولدز» في مكتبه، وعلى الشريكين الجديدين أن يتبادلا الاحترام على مضض من أجل صالح العمل الجماعي.

## الميزانية والإيرادات
بلغت تكلفة إنتاج الفيلم حوالي 130 مليون دولار بينما حقق أرباحاً تقدر بـ 78,324,220 دولار.

## روابط خارجية
- أر. أي. بي. دي على موقع IMDb (الإنجليزية)
- أر. أي. بي. دي على موقع ميتاكريتيك (الإنجليزية)
- أر. أي. بي. دي على موقع الموسوعة البريطانية (الإنجليزية)
- أر. أي. بي. دي على موقع روتن توميتوز (الإنجليزية)
- أر. أي. بي. دي على موقع قاعدة بيانات الأفلام العربية
- أر. أي. بي. دي على موقع ألو سيني (الفرنسية)
- أر. أي. بي. دي على موقع أول موفي (الإنجليزية)
- أر. أي. بي. دي على موقع بوكس أوفيس موجو (الإنجليزية)
- أر. أي. بي. دي على موقع قاعدة بيانات الفيلم (الإنجليزية)
- أر. أي. بي. دي على موقع ليتربوكسد (الإنجليزية)